# Métrique arabe
La métrique arabe, dite « science du mètre » ( 'ilm al-'arûḍ - en arabe : علم العروض) ou « science de la poésie » ( 'ʿilm aš-šiʿr - en arabe : عِلْم اَلشِّعْر), est la discipline qui étudie les règles de la métrique arabe. Au sens large, elle inclut également les règles des rimes (arabe : علم القوافي), mais celles-ci sont généralement traitées à part.
La poésie, en tant que nazm, s'oppose à la prose, nathr (arabe : نثر), dont la racine est liée à l'idée d'éparpillement. Cette distinction nazm / nathr, ordre / dispersion, poésie / prose, est une dichotomie fondamentale discutée dans toute la critique classique pour chercher à définir la poésie, et reflète une définition cumulative du discours poétique ainsi formulée par Suyûtî : le discours ordinaire, en prose, quand il subit des contraintes d'ordre rythmique, devient « manzûm », « ordonné », et on est donc en présence de nazm. En se voyant ajouter des rimes et un mètre, le nazm devient shiʿr, poésie,.
Théorisée au VIIIe siècle par le philologue Al-Khalil Ibn Ahmad, la métrique arabe est traditionnellement définie comme l’ensemble des règles qui permettent de distinguer les vers bien mesurés des vers fautifs. Les règles en ont été rédigées par Khalil ibn Ahmad, qui décrivit quinze types de mètres dans son livre Al-ʿArḍ (en arabe : العرض), à présent perdu. Par la suite, Al-Akhfash al-Akbar décrivit un seizième mètre, le mutadārik.
Le terme  'arûḍ semble être une création d’Al-Khalil. Certains pensent qu’il viendrait du verbe  'araḍa : exposer. La poésie serait ainsi exposée à l’analyse de cette science qui en détermine les composants et offre un label d’admissibilité. D’autres pensent qu’il s’agit d’une généralisation du terme technique désignant le dernier pied du premier hémistiche.

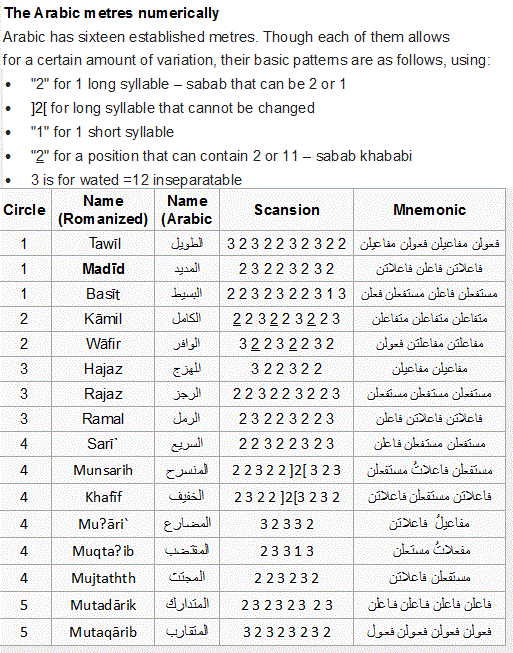

## La métrique avant Al-Khalil
Les mètres identifiés et nommés par Al-Khalil étaient utilisés empiriquement par les poètes dès la Jâhiliyya. Les anciens poèmes arabes étaient déjà, cent ans avant l’Islam, écrits et récités selon les mètres que l’on connaît, et ils conservèrent ceux-ci dans les siècles suivants sans y presque rien changer.
La plus grande partie (85 à 90%) de la poésie arabe primitive était composée sur seulement quatre métriques : tawîl (la plus fréquente), kâmil, wâfir et basît
La qasida préislamique, le modèle la poésie arabe classique, comprend en général 50 à 100 vers monorimes.
Chaque vers (bayt plur. abyāt) est formé de deux hémistiches bien distincts (miṣrāʿ plur. maṣārīʿ); le premier hémistiche est appelé al-ṣadr, et le second al-ʿajûz.
La division en strophes n’existe pas dans la poésie arabe ancienne.
Au VIIe siècle, on reconnut ces éléments les plus visibles du vers, et l’on se borna à leur donner un nom.
La rime est également un élément important de la poésie arabe classique. Presque toute la poésie arabe est formée de couplets, et la même rime est reprise d'un bout à l'autre du poème dans la seconde partie de chaque couplet.

## Prosodie

### Structure syllabique
À la lecture et dans une élocution soignée, toutes les voyelles d'un mot sont prononcées, y compris toutes les voyelles courtes qui définissent les mots mais ne sont pas retranscrites dans le texte. En général, cela inclut également toutes les voyelles flexionnelles finales du mot. Cette prononciation est appelée « complète » ou « pleine ».
En arabe, et en forme pleine, les syllabes peuvent être des types suivants :
- CV : Syllabe courte, formée par une consonne et une voyelle courte ;
- CVC : Syllabe longue fermée, formée par une consonne, une voyelle courte et une autre consonne ;
- CVV : Syllabe longue ouverte, formée par une consonne et une voyelle longue. Noter que la syllabe longue ouverte peut s'analyser comme composée d'une voyelle courte et de sa lettre de prolongation, ce qui la ramène au cas général d'une syllabe fermée.

Qu'elle soit ouverte ou fermée, une syllabe « longue » est effectivement allongée, c'est-à-dire que dans l'élocution, sa prononciation prendra à peu près deux fois plus de temps que pour une syllabe « courte » (sachant que ces temps d'élocution ne sont évidemment pas d'un rythme fixe et régulier).
La voyelle finale courte d'un mot peut ne pas être prononcée, c'est ce qu'on appelle la « forme pausale », waqfũ en arabe. Dans une lecture soignée, la pratique normale est de n'utiliser la forme pausale qu'en fin de phrase, ou en fin de segment dans le cas de phrases longues, c'est-à-dire à chaque fois qu'une pause permettant la respiration est possible.
Dans la lecture d'une poésie, ce sera typiquement le cas en fin de vers.

### Place de l'accent tonique
Pour un mot en forme pleine, l'accent tombe sur la deuxième (pénultième) ou troisième (antépénultième) syllabe à partir de la fin du mot :
- La syllabe finale n'est jamais accentuée ;
- La pénultième (avant-dernière) est accentuée si elle est longue ;
- Si la pénultième est courte, l'accent porte sur l'antépénultième (avant-avant dernière).

L'accentuation peut suivre des règles différentes dans le parler informel, mais l'accentuation formelle est pratiquement universellement admissible et compréhensible.

### Prosodie poétique
Il existe un certain nombre de conventions prosodiques spécifiques pour l'écriture et la lecture de la poésie arabe, les suivantes étant les plus importantes :
- Les terminaisons de cas -u (Nominatif), -a (Accusatif), -i (Génitif), connues sous le nom de ʾiʿrāb, qui en prose sont toujours omises dans la prononciation à la fin d'une proposition ou d'une phrase (forme pausale), sont généralement prononcées en poésie, même à la fin d'une phrase.
- À la fin d'un vers (et parfois à la fin du premier hémistiche), toute voyelle est considérée comme longue. La voyelle fatḥa (a) à la fin d'une ligne s'écrit avec un alif, comme s'il s'agissait d'une voyelle longue.
- Le -n des terminaisons indéfinies -un, -an, -in (nunation) est élidé à la fin d'une ligne, faisant -ū, -ā, -ī. (Ceci ne s'applique pas à la fin de la première demi-ligne, cependant.)
- Le suffixe -hu "(son, le sien)" se prononce fréquemment avec une voyelle longue : -hū ; le pronom anā "(moi, je)" peut aussi être lu ana.
- Un long ī peut parfois rimer avec un long ū[12]; par exemple, al-nīlu "le Nil" peut rimer avec maqbūlu "acceptable"[13].
- Bien que les deux moitiés d'un bayt soient généralement séparées, il n'est pas rare de trouver des vers où il n'y a pas de coupure entre elles, et un mot continue à travers l'hémistiche.

## Étude des rythmes

### Le 'arûd de Al Khali
Le  'arûḍ est la science qui étudie les mesures métriques du vers, c’est-à-dire les séquences de syllabes brèves et longues adjointes à chaque vers. Le arudh, tel que l’a construit Al Khalil, se présente comme un modèle structuré en niveaux :
- Événements élémentaires ou phonologiques, les consonnes porteuses ou non de voyelles.
- Ces éléments peuvent se combiner en « cordons » (sabab) et « piquets » (watid ou watad). Dans les descriptions occidentales, ces éléments sont généralement abrégés en "P" pour piquet, et "K" pour (k)cordons.
- Ces éléments forment à leur tour des pieds (rukn, pl. arkān).
- Enfin, les pieds s'organisent en hémistiche puis en vers.

Le passage d’un niveau à un autre se fait par groupement ou concaténation des éléments.
Comme l'explique Maravillas Aguiar, « Les éléments fondamentaux du mètre arabe sont : le vers, l'hémistiche, le pied et le noyau bisyllabique ».
L'enchaînement des syllabes dans le pied est composé d'un noyau dissyllabique stable que l'on appelle watid en arabe. Le mot watid (pluriel awtâd) désigne également le piquet qui soutient la toile de la tente bédouine, noté "P". Ce noyau à deux syllabes est généralement formé d'une syllabe courte et une syllabe longue [v—] ; c'est le watid majmūʿ  des poètes arabes, qui est le iambe de la métrique gréco-latine classique.  Il peut plus rarement être formé d'une syllabe longue et une syllabe courte [—v], le watid mafrūk pour les poètes arabes, ou le troche de la métrique gréco-romaine classique.
Le pied est composé de « cordons » adjacents à ce noyau central, noté "K". Un « cordon » peut être formé par une syllabe courte (v), une longue (—), ou deux courtes (vv) ; curieusement, le système de al-Khalil ne repose pas sur les syllabes en tant que telles. Le pied est appelé en prosodie rukn, pl. arkān, c'est-à-dire un piquet étayé par un ou deux étai. 
L'hémistiche est composé de deux à quatre pieds. Le watid est répété régulièrement le long du vers, et est généralement immuable, tandis que l’asbāb (ou les cordes), qui sont les syllabes entre piquets, peuvent être variables. 
La dernière des syllabes de l'hémistiche est toujours considérée comme longue.
Ainsi, un hémistiche de type faʿūlun mafāʿīlun faʿūlun mafāʿilun, analysé comme | [v–] x | [v–] x – | [v–] x | [v–] v – | en termes de durée, s'analysera comme PK PKK PK PKK en termes de Piquets/Kordons.
Enfin, poursuivant l’analogie de la tente du bédouin, chaque vers est décrit comme un bayt (بيت "tente") et est composé de deux hémistiches, désignés comme des miṣrāʿ (مصراع "pans de porte"). Le premier hémistiche est dénommé ṣadr (صَدْر, "vestibule"), et le second  ʿajuz (عَجُز, "fond"). La dernière consonne du fond, et la voyelle qui la vocalise, sont qualifiées de rawiyy (رويّ), et forment une syllabe longue.
La rime phonétique du vers porte sur la vocalisation environnant les deux dernières consonnes : les voyelles éventuellement portées par ces consonnes, plus la voyelle éventuelle précédente.

### Analyse rythmique
En poésie occidentale, un « accent » est généralement à la fois un accent de force (accent tonique), de durée (syllabe longue), et  de hauteur (hauteur du son). Ces trois notions sont de ce fait confondues, une syllabe analysée comme « longue » étant, en réalité, également accentuée (force) et de tonalité plus haute.
Les prosodistes occidentaux, de leur côté, analysent généralement y compris les mètres arabes en termes de syllabes qui peuvent être longues (-) ou courtes (u). Elles peuvent également être anceps, c'est-à-dire indifféremment longues ou courtes. Certains mètres peuvent également avoir des positions « biceps », où une paire de syllabes brèves peut optionnellement être remplacée par une syllabe longue.
De la discussion précédente, il ressort que le rythme d'un vers arabe peut s'appuyer sur des accents de durée (syllabes longues) ou sur des accents de force (accents toniques), et que ces deux formes d'accent peuvent cohabiter dans un même mot : dans un pied mufāʿalatun, de la forme ∪—∪—∪, le premier accent est un ā long, donc un accent de longueur, alors que le second accent est sur la syllabe la, qui est une syllabe brève mais porte l'accent tonique. Dans un tel cas, le pied tient donc compte à la fois de l'accent de longueur et de l'accent de force.
Inversement, on voit que si le pied ne considère que l'accent de force, cet accent peut porter aussi bien sur une syllabe longue que sur une courte. De même, si c'est le rythme général qui est pris en compte, une syllabe longue non accentuée équivaut à deux syllabes courtes (suivant la même logique qu'en musique, une blanche vaut deux noires).

## Méthodes de composition et d'identification des mètres

### Méthode traditionnelle
En notant :
- "–" pour une syllabe longue ;
- "v" pour une syllabe courte ;
- "x" pour une syllabe longue ou courte ;
- "o" pour une syllabe longue ou deux courtes ;
- Le watid de chaque pied est entre crochets, et les pieds sont séparés par des virgules.

Pour Al-Khalil, tous les mètres sont composés à partir de 8 pieds (juz'  plur. ajzâ' ), nommés par diverses formes de la racine fʿl (faire) :
| Scansion       | Mnémonique  | Arabe   |
| -------------- | ----------- | ------- |
| [v—] x         | faʿūlun     | فعولن   |
| x [v—] x [v o] | fāʿilun     | فاعلن   |
| [v—] x x       | mafāʿīlun   | مفاعيلن |
| x—[v—]         | mustafʿilun | مستفعلن |
| x [v –] –      | fāʿilātun   | فاعلاتن |
| [v –] o –      | mufāʿalatun | مفاعلتن |
| o – [v –]      | mutafāʿilun | متفاعلن |
| v— —v          | mafʿūlātu   | مفعولات |

Une répartition et une succession fixes de certains de ces pieds détermine le mètre.
Le tableau suivant montre comment les 16 mètres se forment à partir de ces huit pieds.

### Les 16 mètres classiques
L'arabe classique reconnaît 16 mètres.
Bien que chaque mètre autorise quelques variations, les rythmes de base sont les suivants
(pour plus de clarté, seul un hémistiche est donné pour chaque mètre, le deuxième hémistiche du vers étant la répétition du premier) :
| Cercle | Nom (translittéré) | Nom (Arabe) | Nom (traduction) | Scansion  | Scansion  | Scansion  | Scansion  | Mnemonique                 |
| ------ | ------------------ | ----------- | ---------------- | --------- | --------- | --------- | --------- | -------------------------- |
| 1      | Ṭawīl              | الطويل      | long             | [v –] x   | [v –] x – | [v –] x   | [v –] v – | فعولن مفاعيلن فعولن مفاعلن |
| 1      | Madīd              | المديد      | prolongé         | x [v –] – | x [v –]   | x [v –] – |           | فاعلاتن فاعلن فاعلاتن      |
| 1      | Basīṭ              | البسيط      | étendu           | x – [v –] | x [v –]   | x – [v –] | v [v –]   | مستفعلن فاعلن مستفعلن فعلن |
| 2      | Kāmil              | الكامل      | parfait          | o – [v –] | o – [v –] | o – [v –] |           | متفاعلن متفاعلن متفاعلن    |
| 2      | Wāfir              | الوافر      | exubérant        | [v –] o – | [v –] o – | [v –] –   |           | مفاعلتن مفاعلتن فعولن      |
| 3      | Hazaj              | الهزج       | vibrant          | [v –] – x | [v –] – x |           |           | مفاعيلن مفاعيلن            |
| 3      | Rajaz              | الرجز       | tremblant        | x – [v –] | x – [v –] | x – [v –] |           | مستفعلن مستفعلن مستفعلن    |
| 3      | Ramal              | الرمل       | courant          | x [v –] – | x [v –] – | x [v –]   |           | فاعلاتن فاعلاتن فاعلن      |
| 4      | Sarī`              | السريع      | rapide           | x x [v –] | x x [v –] | – [v –]   |           | مستفعلن مستفعلن فاعلن      |
| 4      | Munsariħ           | المنسرح     | coulant          | x – [v –] | – x [– v] | – v [v –] |           | مستفعلن فاعلاتُ مستفعلن     |
| 4      | Khafīf             | الخفيف      | léger            | x [v –] x | – [– v] – | x [v –] x |           | فاعلاتن مستفعلن فاعلاتن    |
| 4      | Muḍāri`            | المضارع     | semblable†       | [v –] x x | [– v] – – |           |           | مفاعلن فاعلاتن             |
| 4      | Muqtaḍab           | المقتضب     | mutilé           | x v [– v] | – v [v –] |           |           | فاعلاتُ مفتعلن              |
| 4      | Mujtathth          | المجتث      | amputé           | x [– v] – | x [v –] – |           |           | مستفعلن فاعلاتن            |
| 5      | Mutadārik          | المتدارك    | continu          | x [v o]   | x [v o]   | x [v o]   | x [v o]   | فاعلن فاعلن فاعلن فاعلن    |
| 5      | Mutaqārib          | المتقارب    | rapproché        | [v –] x   | [v –] x   | [v –] x   | [v –] x   | فعولن فعولن فعولن فعول     |

† : au Mutadārik.

### Les cercles de Al-Khalil
ElKhalil a remarqué que ces mètres classiques peuvent être regroupés en "cercles" : si un des mètres est disposé en cercle, alors en commençant à différents endroits du cercle, il est possible de dériver les autres compteurs du même groupe. Exprimés en termes de syllabes (plutôt qu'avec le système de lettres silencieuses et mues de Khalil), les différents cercles peuvent être tabulés comme suit, où les colonnes marquées P sont les "piquets" (awtād), tandis qu'entre deux piquets se trouvent un ou deux "cordon" (asbāb). L'ordre des mètres est celui traditionnellement utilisé par des poètes comme Al-Maʿarri, qui arrangé ses poèmes non seulement par rime mais aussi métriquement.
| Cercle | Mètre                                              | P   |      | P   |      | P   |      | P   |      | P   |   | P   |   |
| ------ | -------------------------------------------------- | --- | ---- | --- | ---- | --- | ---- | --- | ---- | --- | - | --- | - |
| 1      | Ṭawīl Madīd Basīṭ                                  | v – | x    | v – | x    | v – | x    | v – | x    | v – | x | v – |   |
| 2      | Wāfir Kāmil                                        | v – | xx x | v – | xx x | v – | xx x | v – | xx x | v – |   |     |   |
| 3      | Hazaj Rajaz Ramal                                  | v – | x    | v – | x    | v – | x    | v – | x    | v – | x |     |   |
| 4      | Sarīʿ Munsariħ Khafīf *Muḍāriʿ *Muqtaḍab Mujtathth |     | x    | v – | x    | v – | x    | – v | x    | v – | x | v – | x |
| 5      | Mutaqārib *Mutadārik                               | v – | x    | v – | x x  | v – | x    | v – | x    | v – |   |     |   |

Les mètres ci-dessus sont donnés sous leur forme tétramètre, mais certains (comme le madīd) ne se rencontrent généralement qu'avec trois pieds par hémistiche.
Dans un même cercle, les mètres ont des caractéristiques similaires. Par exemple, les mètres du cercle 1 utilisent tous des pieds de 3 syllabes en alternance avec des pieds de 4 syllabes. Les deux mètres du cercle 2 utilisent des éléments biceps, dans lesquels une paire de syllabes courtes peut être remplacée par une longue (uu) ; les mètres du cercle 4 ont tous une place dans le hémistiche (demi-ligne) où le watid est un trochée (– v) au lieu d'un iambe (v –); les mètres du cercle 5 ont des pieds courts en PK PK ou KP KP.
Comme le souligne Stoetzer (1982), les syllabes anceps (x) dans des tableaux tels que ceux ci-dessus ne sont dans de nombreux cas pas vraiment des anceps, mais simplement une abstraction pour donner l'impression que deux mètres différents appartiennent à le même cercle. Par exemple, l'avant-dernière syllabe du Ṭawīl (le 13e) en pratique est toujours courte, tandis que la syllabe correspondante en Basīṭ (le 8e) est toujours longue.

## La rime
La rime commence après la dernière lettre de prolongation ou la dernière lettre jezmée du vers, c'est-à-dire après l'avant-dernière syllabe longue (la dernière syllabe du vers étant toujours considérée comme longue).
La même rime doit être répétée en fin de chaque vers. En outre, les deux premiers hémistiches d'un poème doivent rimer entre eux.
La rime est formée d'un double élément : القَافِيَةُ (elqâfiy@u), « la suite », partie finale du vers qui doit porter des voyelles brèves identiques d'un vers à l'autre, et الرَّوِيُّ (elrawiy²u), « l'attache », dernière consonne qui doit être identique d'un vers à l'autre.
Il y a toujours une lettre « quiescente » en fin de vers, c'est-à-dire la finale d'une syllabe longue. La dernière consonne est quiescente si elle porte le djezm ; dans le cas contraire elle est toujours considérée comme suivie d'une lettre de prolongation, qui constitue alors une lettre quiescente. Le premier élément de la rime, qu'on désigne sous le nom de  القَافِيَةُ (elqâfiy@u), « ce qui vient derrière », porte sur les voyelles (par définition brèves) qui sont comprises entre cette finale et l'avant dernière lettre quiescentes d'un vers (c'est-à-dire, consonne sans voyelle ou lettre de prolongation). Ainsi il peut y avoir cinq types de vers, suivant le nombre de consonnes avec voyelles entre ces deux quiescentes :
- Si les deux dernières lettres sont quiescentes, la rime est dite مُتَرَادِفٌ (mutarâdifũ) (rdf, porter deux cavaliers en croupe), et dans ce cas il n'y a pas de voyelle brève entre ces deux lettres. C'est un cas relativement peu fréquent, qui peut survenir en forme pausale, quand le vers se termine par une voyelle longue suivie d'une consonne, comme قَرِيحْ (qarîH).
- Dans un vers terminé par exemple par الضِّرَابُ (elDirâbu), on aura une seule consonne Bāʾ précédée d'un â long et suivie théoriquement d'un û ; on dit alors que la rime est à une lettre, ou مُتَوَاتِرٌ (mutawâtirũ) (wtr, se suivre directement).
- S'il y en a deux, comme dans سَائِرٌ (sâ'irũ) ou المُبَاسِلُ (elmubâsilu), on lui donne le nom de مُتَدَارِكٌ (mutadârikũ) (drk, faire participer quelqu'un).
- S'il y en trois, comme dans المَجَمِ (elmajami), on l'appelle مُتَرَاكِبٌ (mutarâkibũ) (rkb, être accolés).
- S'il y en a quatre, comme dans الهَلَكَةُ (elhalak@u), on la nomme مُتَكَاوِسٌ (mutakâwisũ) (kws, être luxuriant). Ce type de rime est également assez rare.

Les consonnes qui constituent cette partie de la rime doivent avoir les mêmes voyelles. En outre, l'avant-dernière quiescente (qui ouvre la rime) doit être de même nature dans tous les vers, c'est-à-dire toujours une consonne djezmée ou une même lettre de prolongation. Toutefois, par exception, la rime subsiste quand on a comme première quiescente, d'une part, un Wāw de prolongation et, d'autre part, un Yā de prolongation.
L'attache consiste dans la dernière consonne, qui doit se retrouver à la fin de chaque vers d'une même pièce, et porter la même voyelle ou être toujours affectée du djezm (absence de voyelle).
Cette lettre lie en quelque sorte les vers ensemble pour en former un tout (الرَّوِيُّ (elrawiy²u) de la racine رَوَى (rawé), « attacher fermement »).
Chaque pièce de vers étant monorime, on se sert parfois de l'adjectif de relation formé du nom de cette consonne pour désigner une pièce célèbre, en faisant suivre cet adjectif au féminin du nom du poète ou d'un autre nom. On dira, par exemple, la تَائِيَّةُ (tâ'iy²@u) d'Ibn Faredh, c'est-à-dire un poème connu de cet auteur, qui a pour rime un Tāʾ.